# Club Deportivo Alfaro
Pour les articles homonymes, voir Alfaro.
Maillots
Actualités
Le Club Deportivo Alfaro est un club de football espagnol basé à Alfaro.

## Histoire
Le club évolue à six reprises en Segunda División B (troisième division) : tout d'abord lors de la saison 2001-2002, puis de 2003 à 2007, et enfin une dernière fois lors de la saison 2008-2009.
Il réalise sa meilleure performance en Segunda División B lors de la saison 2003-2004, où il se classe 9e du Groupe I, avec 14 victoires, 11 nuls et 13 défaites.

## Palmarès
- Champion de Tercera División : 2008